# Pfalzgrafschaft Kefalonia und Zakynthos

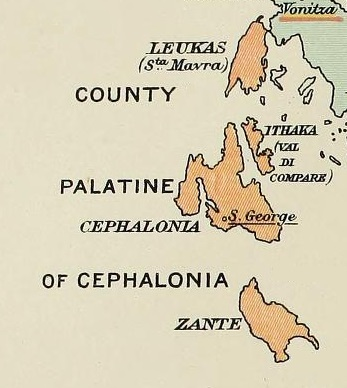
Pfalzgrafschaft Kefalonia, Ithaka und Zakynthos (1388)

Die Pfalzgrafschaft Kefalonia (vollständige Bezeichnung Pfalzgrafschaft Kefalonia, Ithaka und Zakynthos) war ein Staat, der unter dem Einfluss des Königreiches Neapel und später der Republik Venedig stand. Er existierte von 1185 bis 1479 und nach einer kurzen osmanischen Besetzung wieder ab 1500 als venezianische Kolonie. Die kuriose Geschichte der Grafschaft, erschaffen von Abenteurern, war lange kaum erforscht.

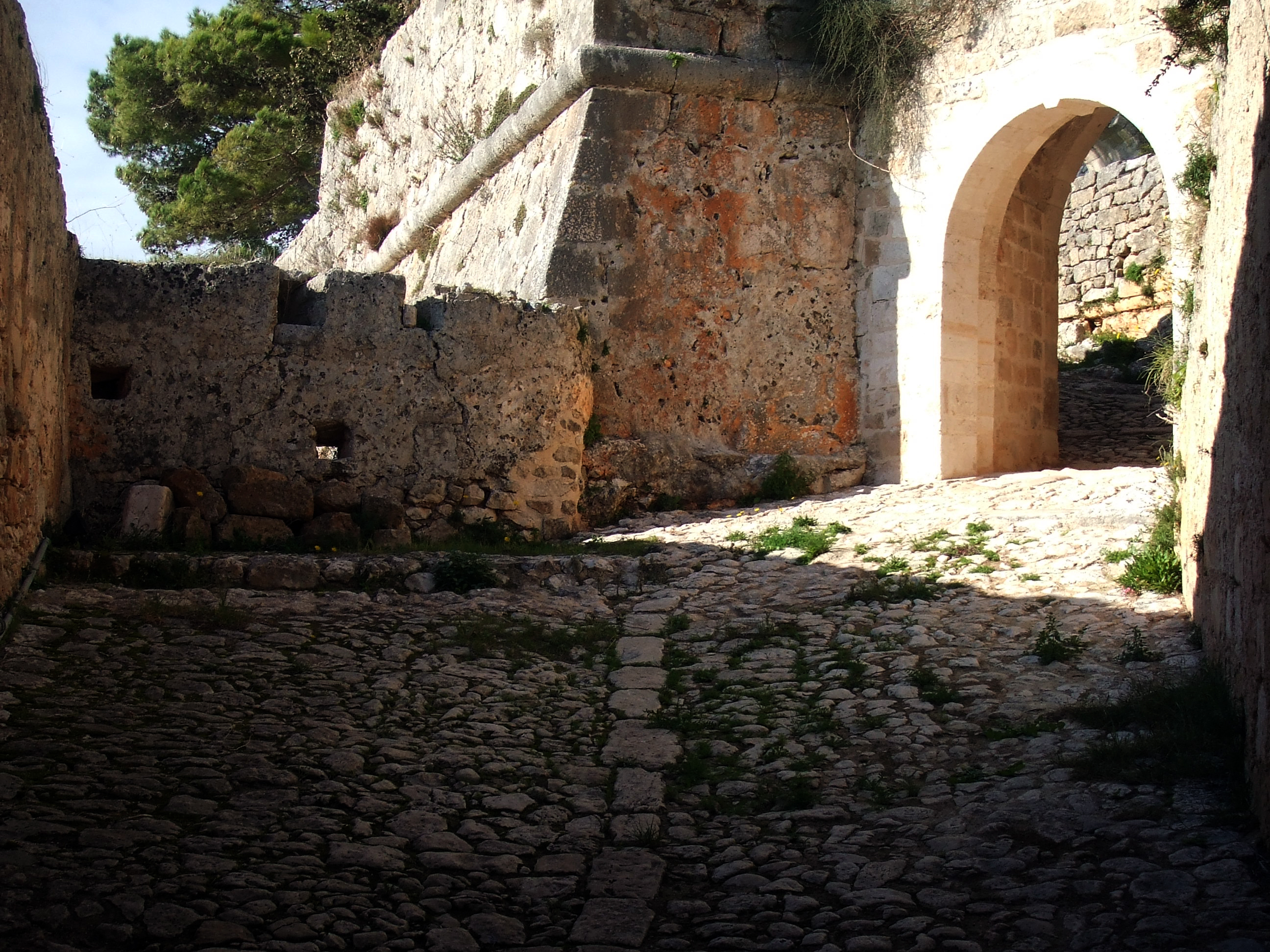
Die Burg Ag. Georgios auf Kefalonia

## Geschichte
Der Staat entstand 1185, als Wilhelm II. von Sizilien den normannischen Seeräuber und sizilianischen Admiral Margaritos von Brindisi mit den ionischen Inseln belehnte, die dieser zuvor dem byzantinischen Reich geraubt hatte. Zehn Jahre später übernahm sein Schwiegersohn Maio I. Orsini, halb Kreuzritter, halb Seeräuber aus Monopoli, Apulien kommend, die Kontrolle.
Anfangs umfasste die Grafschaft die ionischen Inseln Kefalonia (Cefalonia), Zakynthos (Zante), Ithaka und Leukas (Leukadia), Zakynthos wurde später als Apanage abgespalten. Die Insel Leukas wurde gegen Ende des 14. Jahrhunderts zum eigenständigen Herzogtum erhoben, die Herrscher von Kefalonia trugen deshalb auch den Titel „Herzog von Leukadia“.
1207 wurde in der Grafschaft das Bistum Kefalonia gegründet.
Leonardo III. Tocco wurde 1479 zusammen mit seinen Brüdern Antonio und Giovanni Tocco von den Osmanen vertrieben. Sie wählten das Königreich Neapel als Exil. Antonio Tocco konnte 1481 mit Hilfe katalanischer Söldner die ionischen Inseln zurückerobern, wurde aber 1483 im Kampf gegen Osmanen und Venezianer getötet. Die Pfalzgrafschaft fiel schließlich 1500 an Venedig und blieb bis zum Ende der venezianischen Republik (1797) ein Teil derselben.

## Pfalzgrafen
- 1185–1195 Margaritos von Brindisi, Graf von Malta

Haus Orsini
- 1195–1238 Maio I. Orsini
- 1238–1259 Maio II. Orsini
- 1259–1304 Ricardo I. Orsini
- 1304–1317 Giovanni I. Orsini
- 1317–1323 Nikola Orsini, Despot von Epirus
- 1323–1325 Giovanni II. Orsini, Despot von Epirus

Haus Anjou
- 1325–1335 Johann von Gravina, Fürst von Achaia und Herzog von Durazzo
- 1336–1357 Robert von Tarent, Fürst von Tarent, Albanien und Achaia sowie Titularkaiser von Konstantinopel

Haus Tocco
- 1357–1381[5] Leonardo I. Tocco, Sohn des Wilhelm (Guglielmo) II. Tocco, des Gouverneurs von Korfu
- 1381[5]–1429 Carlo I. Tocco, Despot von Arta, Sohn Leonardos 
  - Leonardo II. Tocco, Bruder und Mitherrscher; herrschte über Zakynthos (1399–1418)
- 1429–1448 Carlo II. Tocco, Despot von Arta, Sohn Leonardos II.
- 1448–1479 Leonardo III. Tocco († 1494/95 in Neapel), letzter Despot von Arta, Sohn Carlos II.
  - 1480 Antonio Tocco, Bruder Leonardos III.